# Fluorosulfonate
Fluorosulfonate (oder Fluorosulfate) sind eine Gruppe von chemischen Verbindungen, welche das Fluorosulfonat-Anion SO3F− beinhalten. Sie stellen die Salze der Fluorsulfonsäure HSO3F dar.

## Gewinnung und Darstellung
Das Fluorosulfonat-Anion kann durch die Reaktion von Fluorfluorosulfonat und einer Base dargestellt werden.
{\displaystyle {\ce {FSO3F + 2 OH- -> SO3F- + F- + H2O + 1/2O2}}}
Auch die Reaktion von Fluorfluorosulfonat mit dem Iodid-Ion resultiert in die Entstehung des Fluorosulfonat-Ions.
{\displaystyle {\ce {FSO3F + 2 I- -> SO3F- + F- + I2}}}

## Eigenschaften

### Physikalische Eigenschaften
Die Fluorosulfonat-Salze kristallisieren in verschiedenen Kristallstrukturen und Kristallsystemen. Zum Beispiel besitzen Kalium-, Rubidium- und Thallium(I)-fluorosulfonat ein orthorhombisches Kristallsystem. Lithiumfluorosulfonat wiederum ist monoklin und Natriumfluorosulfonat hexagonal aufgebaut.

### Chemische Eigenschaften
Das Fluorosulfonat-Ion ist nur schwach koordiniert und schwer zu oxidieren. Es ist analog zu dem Perchlorat ClO4− tetraedrisch aufgebaut. Im Gegensatz aber zum Perchlorat ist es kein gutes Oxidationsmittel. Die Alkalimetallsalze der Fluorsulfonsäure sind in einer Vielzahl von protischen und aprotischen Lösungsmitteln löslich, während die Metallkomplexe gut in polaren Lösungsmitteln lösbar sind.

## Beispiele
- Ammoniumfluorosulfonat NH4SO3F
- Chlorfluorosulfonat ClSO3F
- Fluorfluorosulfonat FSO3F
- Kaliumfluorosulfonat KSO3F
- Natriumfluorosulfonat NaSO3F
- Silber(II)-fluorosulfonat Ag(SO3F)2
- Thallium(I)-fluorosulfonat TlSO3F
- Xenon(II)-fluorosulfonat Xe(SO3F)2